# Tanganjika-Beulenkopf
Der Tanganjika-Beulenkopf (Cyphotilapia frontosa) ist ein großer Buntbarsch, der endemisch im nördlichen Teil des zentralafrikanischen Tanganjikasees über Felsgrund lebt. Die bis 35 Zentimeter langen Tiere bevorzugen Tiefen von 20 bis 50 Meter.

## Merkmale
Der Tanganjika-Beulenkopf ist hochrückig, seitlich abgeflacht und zeigt bei heller, weißlicher, grauweißer, cremefarbener oder blassblauer Grundfärbung auf den Körperseiten sechs oder sieben schwärzliche bis tiefblaue Streifen, von denen der erste durch das Auge verläuft und der letzte auf dem Schwanzstiel liegt. Die Flossen sind bläulich bis grau. Ältere Exemplare bekommen einen stark ausgeprägten Stirnbuckel. Cyphotilapia frontosa hat einen weniger hohen Körper als die Schwesterart Cyphotilapia gibberosa (38,2 bis 46,5 % der SL vs. 43,3 bis 51,2 % bei C. gibberosa). Infolgedessen liegen in der Körpermitte zwei Schuppenreihen zwischen der oberen und unteren Seitenlinie. Bei C. gibberosa sind es drei. In einer mittleren Längsreihe auf der Körperseite hat C. frontosa 33 bis 35 Schuppen, bei C. gibberosa sind es 34 bis 36. Die Rückenflossenbasis und die Brustflossen sind bei C. frontosa kürzer (53,8 bis 60,9 % der SL vs. 57,1 der 64,6 % der SL bzw. 31,3 bis 41,7 % der SL vs. 36,0 bis 47,2 % der SL). In der äußeren Zahnreihe des Oberkiefers hat C. frontosa 39 bis 62 Zähne, bei C. gibberosa sind es 31 bis 52. Die Zähne der inneren Zahnreihen sind konisch, teilweise auch dreispitzig, die äußeren konisch oder zweispitzig. Die Anzahl der Kiemenrechen liegt bei 10 bis 12. Die Pharyngealzähne sind sehr klein, seitlich abgeflacht und mehr oder weniger zweispitzig.
- Flossenformel: Dorsale XVII–XIX, 8–10, Anale III 7–8.[3]
- Schuppenformel: mLR 34–36, SL 23–25/15–16.[4]

## Lebensweise
Der Tanganjika-Beulenkopf lebt in mehr oder weniger großen Gruppen meist in Tiefen von 30 bis 40 Metern, ältere Tiere auch tiefer. Die Fische ernähren sich vor allem von Weichtieren und von kleineren Fischen. Sie sind Maulbrüter, die meist in Höhlen laichen. Die Weibchen betreuen die Jungfische bis zu einem Alter von 6 Wochen. Ein Gelege kann maximal bis zu 50 Eier umfassen, es gibt aber nur selten mehr als 20 bis 25 Eier. Sie sind fast erbsengroß.
Die Buntbarschart Plecodus straeleni, ein Schuppenfresser, ahmt den Tanganjika-Beulenkopf im äußeren Erscheinungsbild nach (Mimikry) und ist in freier Natur kaum von ihm zu unterscheiden. So kann Plecodus straeleni unbemerkt in eine Tanganjika-Beulenkopf-Gruppe eindringen und in einem plötzlichen Angriff einige Schuppen aus den Körperseiten eines Tanganjika-Beulenkopfs reißen.

## Systematik
Der Tanganjika-Beulenkopf wurde 1906 durch den belgisch-britischen Zoologen George Albert Boulenger als Paratilapia frontosa erstbeschrieben. 1920 führte der britische Ichthyologe Charles Tate Regan  für die Art die Gattung Cyphotilapia ein. Im Jahr 2003 wurde mit Cyphotilapia gibberosa eine zweite Cyphotilapia-Art beschrieben, nachdem japanische Wissenschaftler festgestellt hatten, dass sich die Cyphotilapia-Population in der südlichen Seehälfte deutlich vom Tanganjika-Beulenkopf (Cyphotilapia frontosa) unterscheidet, der damit auf die nördliche Seehälfte beschränkt ist. Die beiden Arten haben sich wahrscheinlich im Zug einer Allopatrischen Artbildung voneinander getrennt.